# Мюнстер, Александр Эрнестович
Алекса́ндр Эрне́стович Мю́нстер (1824—1908) — русский гравёр и литограф, работавший в Санкт-Петербурге, портретист и иллюстратор.

## Биография
Сын купца, немца по происхождению Эрнеста Карловича Мюнстера. Согласно А. М. Уманскому (в «Брокгаузе — Ефроне», 1897), с 1839 года учился литографии в петербургской мастерской некоего Роберта Гиллиса; одновременно с этим посещал классы Академии художеств. Затем Мюнстер поступил в известное художественное заведение Поля Пти и Гойе де Фонтена, а в 1846-м отправился в Париж для усовершенствования по части литографского дела, которым занялся в Петербурге с 1850 года.
Одним из первых изданий, литографированных в его мастерской, был «Художественный листок» В. Ф. Тимма. Сам Мюнстер издал «Портретную галерею русских деятелей», в которую вошло 200 портретов с биографическими очерками (два тома, in-folio, СПб., 1865 и 1869). Исполнил множество таблиц по различным прикладным знаниям, много отдельных рисунков известных русских художников — Зичи, Микешина и пр. Ему принадлежит также книга «Пятидесятилетний юбилей академика Н. И. Кокшарова. 6 июня 1887 г., с краткой биографией юбиляра» (СПб., 1887).

## Примеры литографий

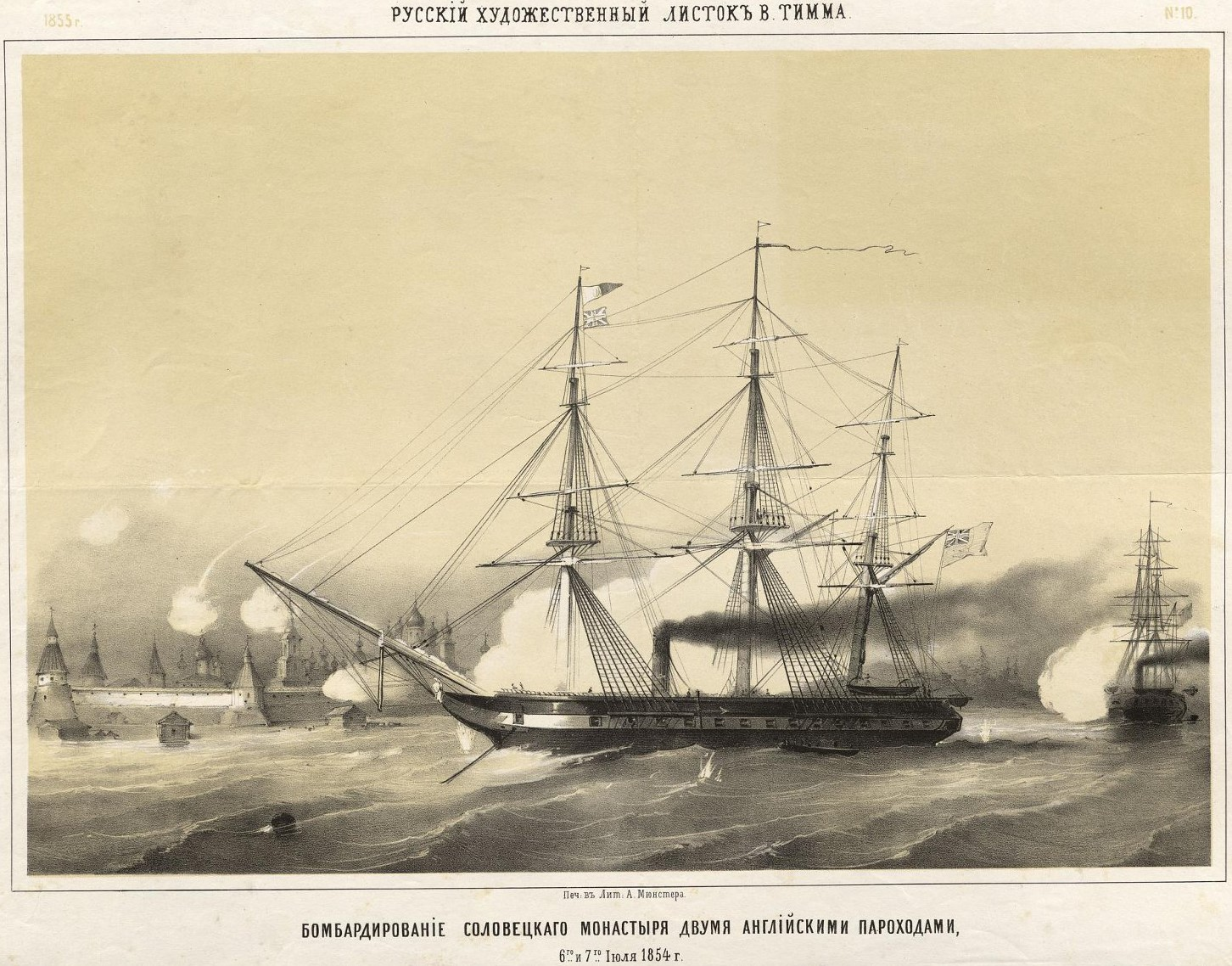
Бомбардирование Соловецкого монастыря двумя английскими пароходами 6-го и 7-го июля 1854 г. «Русский художественный листок».  1885 год. № 10
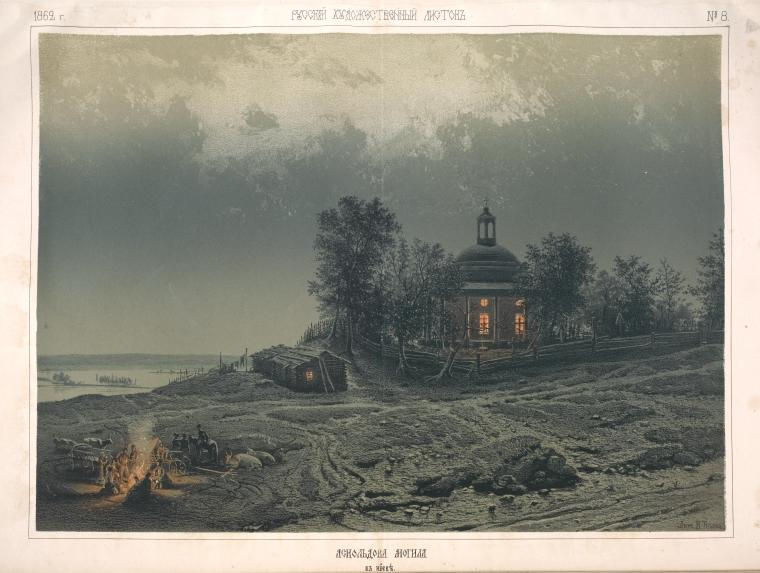
Аскольдова могила в Киеве
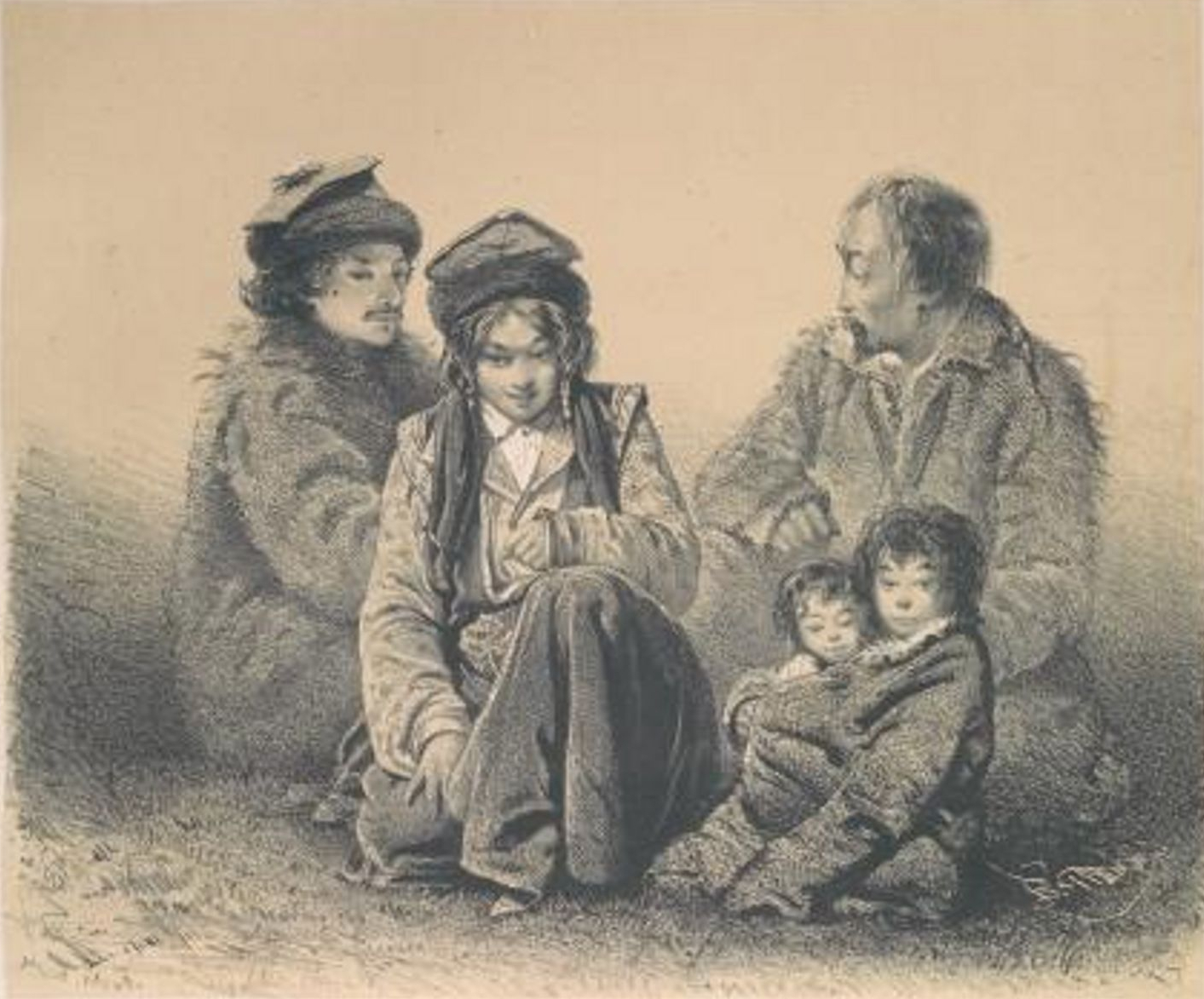
Донские калмыки